# Obelisk bei Giersleben

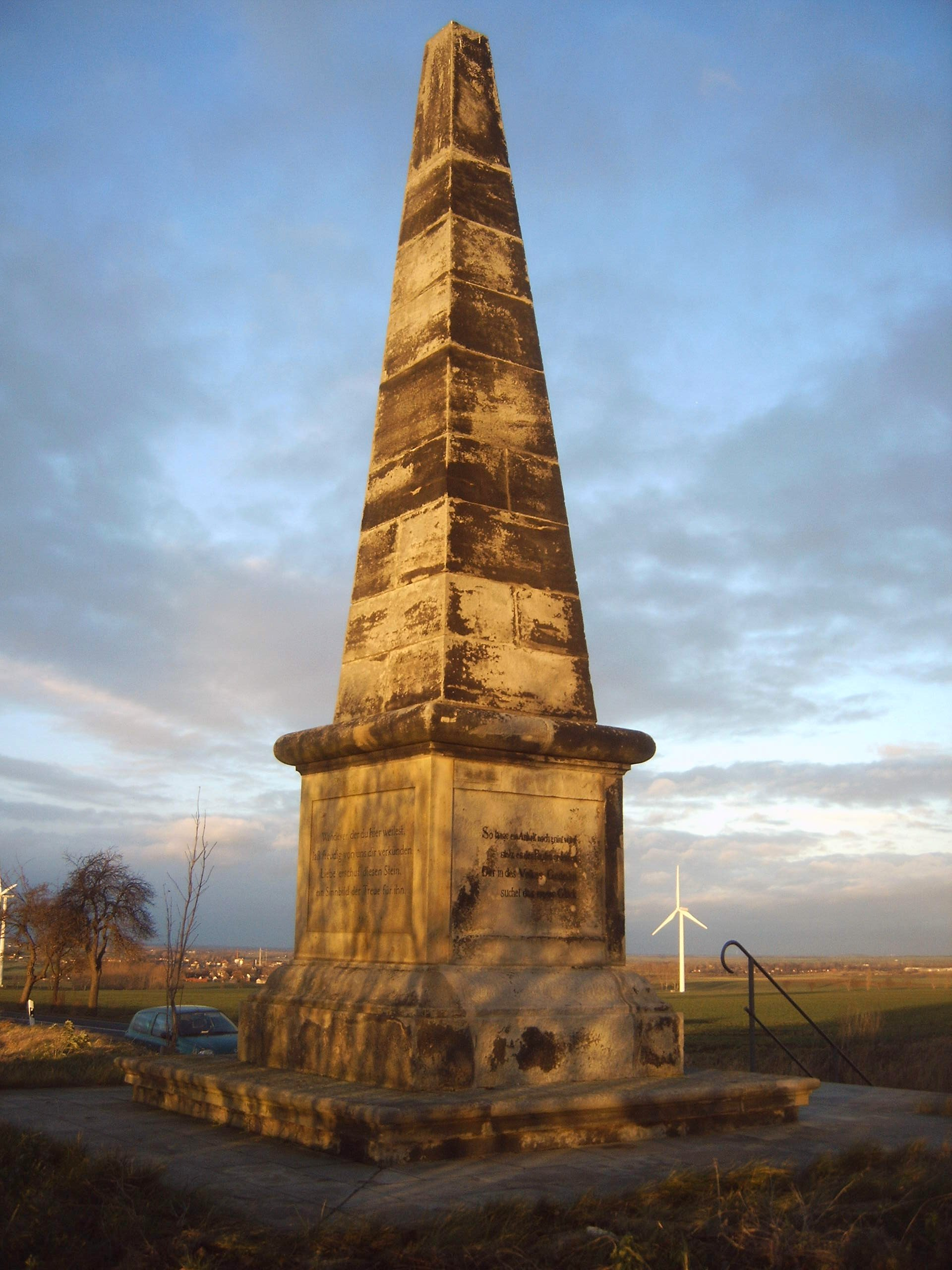
Blick aus südwestlicher Richtung

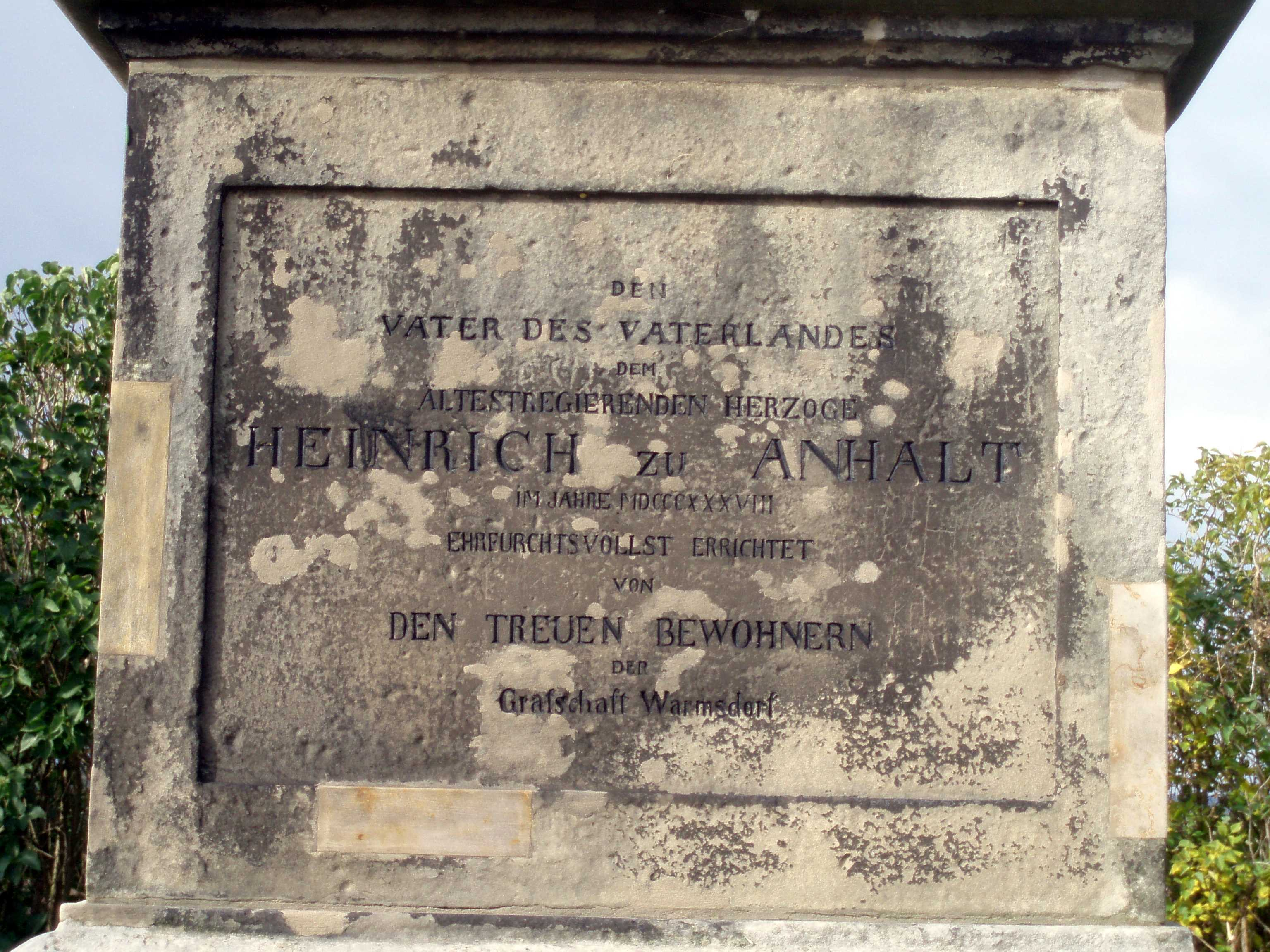
Zur Straße zeigende Inschrift

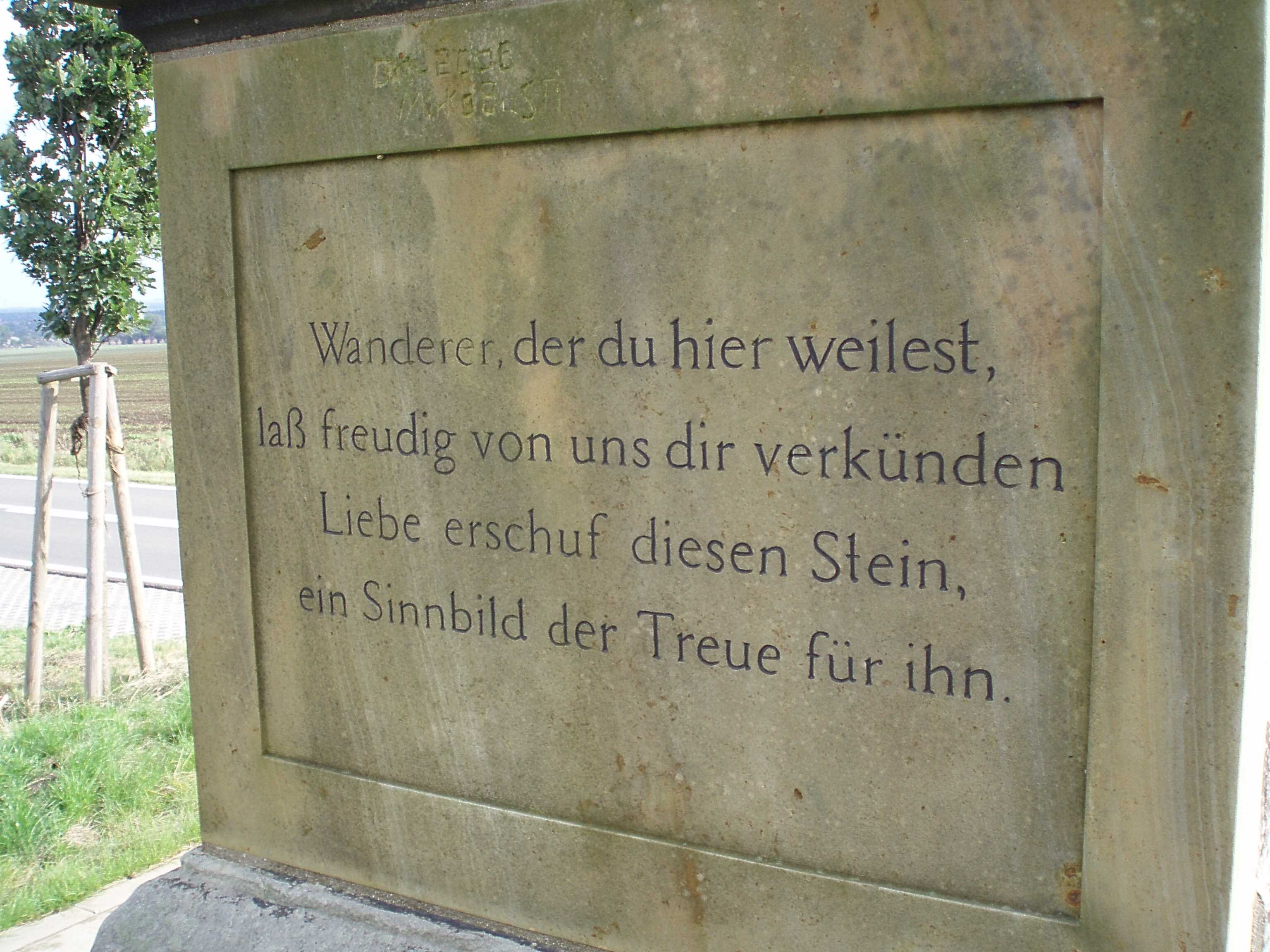
Inschrift auf der Westseite

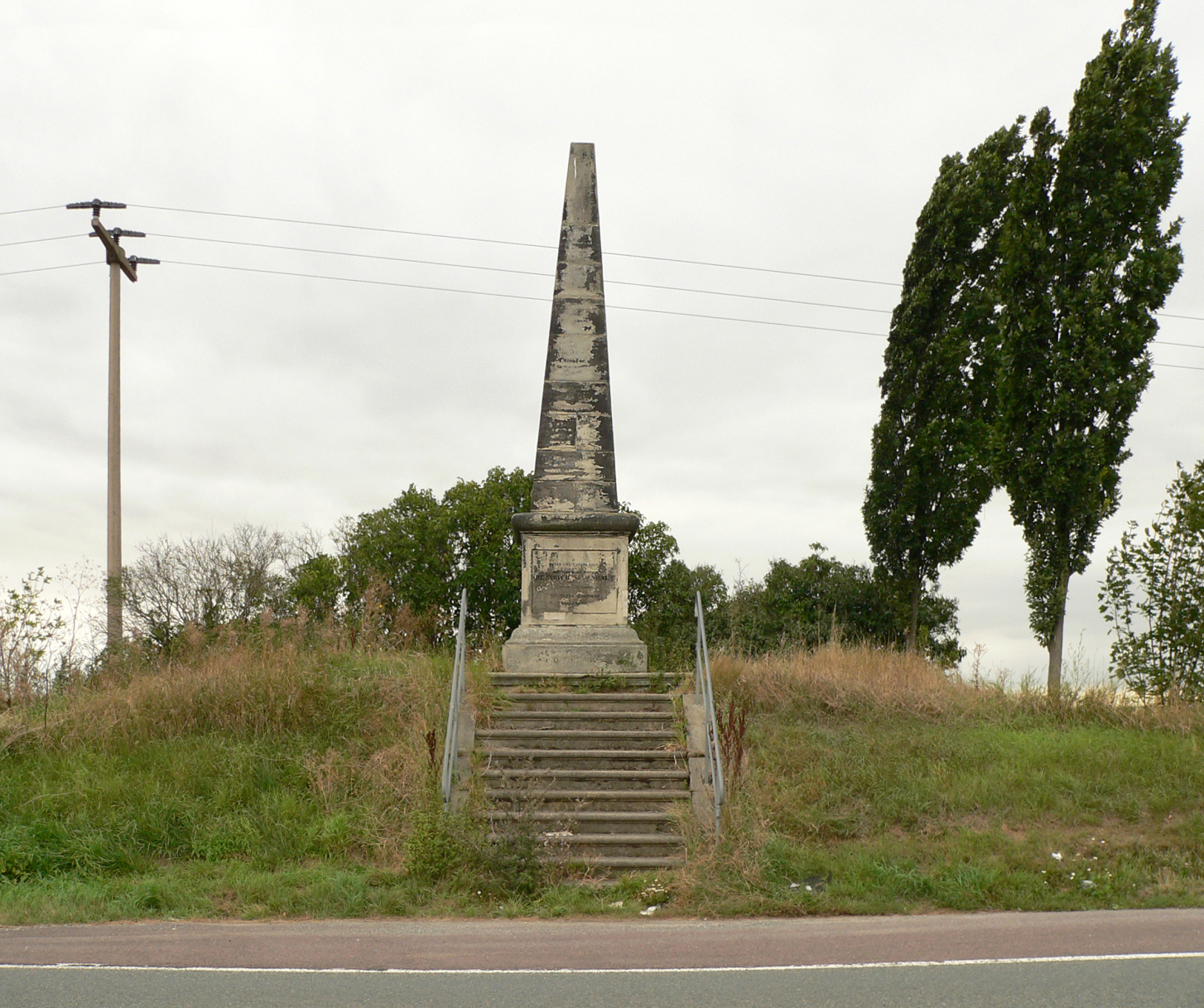
Obelisk von der Straße aus gesehen, 2017

Der Obelisk bei Giersleben ist ein Obelisk in der Nähe des Dorfes Giersleben in Sachsen-Anhalt.

## Lage
Der Obelisk steht westlich an der Landstraße 72 zwischen Schackenthal und Warmsdorf auf dem Gebiet der Gemarkung Giersleben. Unmittelbar östlich des Obelisken beginnt die Gemarkung von Amesdorf. Die L 72 ist in diesem Bereich Teil der Deutschen Alleenstraße.

## Inschrift
Der erhöht neben der Straße stehende Obelisk trägt folgende Inschriften:
Auf der der Straße zugewandten Ostseite:
DEN

VATER DES VATERLANDES

DEM 

ÄLTESTREGIERENDEN HERZOGE

HEINRICH ZU ANHALT

IM JAHRE MDCCCXXXVIII

ERFURCHTSVOLLST ERRICHTET

VON

DEN TREUEN BEWOHNERN

DER

GRAFSCHAFT WARMSDORF

Die nördliche Seite trägt die Inschrift:
SEINE HULD

GAB DEM ARMEN

BESCHÄFTIGUNG UND BRODT

DURCH

ERBAUUNG DIESER STRASSE

IN DEN JAHREN

1834 BIS 1836

Auf der Westseite ist zu lesen:
Wanderer, der du hier weilest,

laß freudig von uns dir verkünden

Liebe erschuf diesen Stein,

ein Sinnbild der Treue für ihn.

Die nach Süden ausgerichtete Seite ist beschriftet mit:
Solange ein Anhalt noch grünt wird

stolz es des Fürsten gedenken

Der in des Volkes Gedeihn

suchet das eigene Glück

## Geschichte
Errichtet wurde der Gedenkstein gemäß seiner Inschrift im Jahre 1838 zu Ehren von Herzog  Heinrich von Anhalt-Köthen im Zusammenhang mit der zuvor errichteten Chaussee zwischen Schackenthal und Warmsdorf.
Im Jahr 2005 restaurierten die Werkstätten für Denkmalpflege GmbH Quedlinburg im Auftrag des Straßenbauamtes Halberstadt den Stein. Die Schrift wurde hierbei erneuert und eine Treppe angelegt.